# Phyllobrostis fregenella
Phyllobrostis fregenella là một loài bướm đêm thuộc họ Lyonetiidae. Nó được tìm thấy ở Maroc, Tunisia, Bồ Đào Nha, Tây Ban Nha, Pháp, Corse, Chính quốc Ý và Sicilia.
Con đực có sải cánh dài 6.2-7.5 mm, con cái dài 8-9.5 mm. Ấu trùng ăn Daphne gnidium. Chúng ăn lá nơi chúng làm tổ.